# Premio Magritte per la migliore promessa maschile
Il Premio Magritte per la migliore promessa maschile (Magritte du meilleur espoir masculin) è un premio cinematografico assegnato annualmente dall'Académie André Delvaux.

## Vincitori e candidati
I vincitori sono indicati in grassetto, a seguire gli altri candidati.

### Anni 2010-2019
- 2011: - Joffrey Verbruggen - La Régate
  - Jonas Bloquet - Élève Libre - Lezioni private (Élève libre)
  - Amir Ben Abdelmoumen - Oscar et la Dame rose
  - Martin Nissen - Un ange à la mer
- 2012: - Thomas Doret - Il ragazzo con la bicicletta (Le Gamin au vélo)
  - Romain David - Noir Océan
  - David Murgia - Bullhead - La vincente ascesa di Jacky (Rundskop)
  - Martin Nissen - Un'estate da giganti (Les Géants)
- 2013: - David Murgia - La Tête la première
  - Martin Swabey - Little Glory
  - Gael Maleux - Mobile Home
  - Cédric Constantin - Torpedo
- 2014: - Achille Ridolfi - In nome del figlio (Au nom du fils)
  - Bent Simons - Kid
  - Steve Driesen - Landes
  - Mehdi Dehbi - Le Sac de farine
- 2015: - Marc Zinga - Les Rayures du zèbre
  - Corentin Lobet - Io faccio il morto (Je fais le mort)
  - Matteo Simoni - Marina
  - Benjamin Ramon - Tokyo Anyway
- 2016: - Benjamin Ramon - Être
  - David Thielemans - Bouboule
  - Romain Gelin - Dio esiste e vive a Bruxelles (Le Tout Nouveau Testament)
  - Arthur Bols - Pregiudizio (Préjudice)
- 2017: - Yoann Blanc - Un homme à la mer
  - Lazare Gousseau - Baden Baden
  - Pierre Olivier - Nous quatre
  - Martin Nissen - Welcome Home
- 2018: - Soufiane Chilah - Blind Spot (Dode Hoek)
  - Mistral Guidotti - Home
  - Arieh Worthalter - Le Passé devant nous
  - Baptiste Sornin - Sonar
- 2019: - Thomas Mustin - Lo scambio di principesse (L'Échange des princesses)
  - Matteo Salamone - Dany (Mon Ket)
  - Basile Grunberger - Le nostre battaglie (Nos batailles)
  - Baptiste Lalieu - Une part d'ombre

### Anni 2020-2029
- 2020: - Idir Ben Addi - L'età giovane (Le Jeune Ahmed)
  - Baloji - Binti
  - François Neycken - Escapada
  - Jérémy Senez - Trois jours et une vie
- 2021: sospeso a causa della Pandemia di COVID-19 in Belgio
- 2022: Günter Duret - Il patto del silenzio - Playground (Un monde)
  - Roméo Elvis - Mandibules - Due uomini e una mosca (Mandibules)
  - Basile Grunberger - SpaceBoy
  - Yoann Zimmer - Des hommes
- 2023: Eden Dambrine - Close
  - Gianni Guettaf - Animals
  - Gustav De Waele - Close
  - Pablo Schils - Tori e Lokita (Tori et Lokita)
- 2024: Lazare Gousseau - La sindrome degli amori passati (Le Syndrome des amours passées)
  - Amine Hamidou - Le Paradis
  - N'Landu Lubansu - Le Paradis
  - Yoann Zimmer - Ritorno a Seoul (Retour à Séoul)
- 2025: Makenzy Lombet - Il pleut dans la maison
  - Amine Hamidou - Amal (Amal - Un esprit libre)
  - Mehdy Khachachi - Amal (Amal - Un esprit libre)
  - Lou Goossens - Young Hearts